# Iracoubo (rzeka)
Iracoubo – rzeka w Gujanie Francuskiej o długości 140 km. Jej źródła znajdują się na masywie Montagne des Trois-Roros (406 m n.p.m.), na północny zachód od gminy Saint-Élie. Uchodzi do Oceanu Atlantyckiego. Jej głównymi dopływami są: Eau-Blanche i Florian.